# Solowjowsk (Transbaikalien)
Solowjowsk  (russisch Соловьёвск) ist ein Dorf in der Region Transbaikalien (Russland) mit 674 Einwohnern (Stand 14. Oktober 2010).

## Geographie
Der Ort liegt im trockenen Steppengebiet des südlichen Dauriens an der Grenze zur Mongolei, knapp 300 Kilometer Luftlinie südöstlich der Regionshauptstadt Tschita. Westlich des Ortes verläuft das aus der Mongolei kommende, 428 Kilometer lange, aber auch dort in Mündungsnähe nur etwa 15 Meter breite Flüsschen Ulds (mongolisch Улз гол, russisch Улдза/Uldsa), das etwa zehn Kilometer nordwestlich als dessen bedeutendster Zufluss in den Salzsee Barun-Torei mündet. Der in einem heute abflusslosen Becken gelegene See ist je nach Wasserstand um 550 km² groß und nur durch eine schmale Nehrung vom östlich anschließenden, knapp 300 km² großen See Sun-Torei getrennt.
Solowjowsk  gehört zum Rajon Borsja und liegt etwa 80 Kilometer südwestlich von dessen Verwaltungszentrum Borsja. Zur Landgemeinde (Selskoje posselenije) Solowjowsk gehört noch der 35 Kilometer nordöstlich gelegene Weiler Durbatschi. Solowjowsk selbst besteht aus zwei, etwa vier Kilometer voneinander entfernt liegenden Ortsteilen, dem eigentlichen Dorf und der Siedlung bei der Bahnstation östlich davon. Auf der mongolischen Seite schließt sich am rechten Ufer des Ulds die Siedlung und Bahnstation Ereentsaw (mongolisch Эрээнцав) an, sowie jenseits des Flusses drei Kilometer westlich das Verwaltungszentrum des gleichnamigen Sum Tschuluunchoroot (Чулуунхороот) des Dornod-Aimags.

## Geschichte
Der Ort wurde 1919 vom Kosaken Georgi Solowjow gegründet, der sich im Russischen Bürgerkrieg 1918 der roten Partisaneneinheit von Sergei Laso angeschlossen hatte, und wurde in Folge nach ihm benannt. Als offizielles Gründungsjahr als selbständige Ortschaft gilt 1923. 1928 entstand eine Landwirtschaftskommune, aus der später ein Sowchos (Staatsgut) hervorging.
Aus militärstrategischen Gründen wurde ab den 1920er-Jahren eine 380 Kilometer lange Straße durch den gesamten Südosten Transbaikaliens vom Argun bei Nertschinski Sawod über Borsja nach Solowjowsk gebaut, die heutige Regionalstraße R430. Während des 1939 eskalierenden Japanisch-Sowjetischen Grenzkonflikts am Chalchin-Gol entstand eine 110 Kilometer lange Schmalspurbahn nach Solowjowsk, die von der an der Eisenbahnstrecke zwischen der Transsibirischen und der Chinesischen Osteisenbahn gelegenen Ausweichstelle (Rasjesd) Nr. 79 (heute Station Scherlowaja) ausging, zunächst den Fluss Borsja abwärts führte und den Ort schließlich über die Nehrung zwischen Barun-Torei- und Sun-Torei-See von Norden erreichte. Im weiteren Verlauf des Konfliktes zeigte sich, dass insbesondere die Schmalspurstrecke nicht ausreichend dimensioniert war, und daher wurde innerhalb von nur 76 Tagen eine 324 Kilometer lange Breitspurstrecke, neu trassiert und nun ausgehend von Borsja über Solowjowsk bis ins mongolische Bajan Tumen (heute Tschoibalsan) gebaut. Als die Strecke am 7. November 1939 offiziell eröffnet wurde, war der Konflikt zwar vorerst beigelegt, die Strecke stellte aber den ersten Anschluss der damaligen Mongolischen Volksrepublik an das internationale Eisenbahnnetz dar und wurde später auch im Rahmen des Eintritts der Sowjetunion in den Krieg gegen Japan 1945 von der Roten Armee genutzt.
In den folgenden Jahrzehnten entwickelte sich Solowjowsk vor allem auf Grund seiner Lage am Eisenbahngrenzübergang zur Mongolei, der vorwiegend dem Güterverkehr diente. Mit dem Zerfall der Sowjetunion und der damit einhergehenden Einschränkung der Wirtschaftsbeziehungen auch zur Mongolei sank das Güteraufkommen in den 1990er-Jahren dramatisch.

### Bevölkerungsentwicklung
| Jahr | Einwohner |
| ---- | --------- |
| 1989 | 982       |
| 2002 | 790       |
| 2010 | 674       |

Anmerkung: Volkszählungsdaten

## Kultur und Sehenswürdigkeiten
Bedeutendste Sehenswürdigkeit der Gegend sind die nahegelegenen Torei-Seen, seit 1994 „Feuchtgebiet internationaler Bedeutung“ nach der Ramsar-Konvention und seit 1997 Biosphärenreservat. 42.467 Hektar der Seen und ihrer Uferzonen stehen seit 1987 als mit Abstand größte Teilfläche des Daurischen Sapowedniks unter Naturschutz. Seit 2005 kandidiert das Gebiet für die Aufnahme in die UNESCO-Weltnaturerbe-Liste.

## Wirtschaft und Infrastruktur
Hauptwirtschaftsfaktor ist die Lage an der bis zur Grenze von der Transbaikal-Eisenbahn betriebenen Eisenbahnstrecke Borsja – Tschoibalsan (Streckenkilometer 84) sowie der Regionalstraße R430 von Iwanowka über Nertschinski Sawod, Alexandrowski Sawod und Borsja (dort Anschluss an die A166 Tschita – Volksrepublik China), die über einen Straßengrenzübergang ebenfalls in die Mongolei weiterführt. Bahnstrecke und Straße dienen hauptsächlich dem regionalen Güterverkehr zwischen Russland und dem Ostteil der Mongolei.
Daneben wird Landwirtschaft für den lokalen Bedarf betrieben.